# Adem Bereket
Adem Bereket (Ingusetia, Rusia, 19 de julio de 1973) es un deportista turco de origen ruso especialista en lucha libre olímpica donde llegó a ser medallista de bronce olímpico en Sídney 2000.

## Carrera deportiva
En los Juegos Olímpicos de 2000 celebrados en Sídney ganó la medalla de bronce en lucha libre olímpica de pesos de hasta 76 kg, tras el luchador estadounidense Brandon Slay (oro) y el surcoreano Moon Eui-jae (plata).